# 宜昌道
宜昌道，中国天津市和平区道路名称，东起云南路，西至气象台路。